# Gran Premio di Roma
Il Gran Premio di Roma  (dal 1925 al 1932 noto come Gran Premio Reale di Roma) è una gara automobilistica e motociclistica che si è tenuta a Roma, o nei suoi pressi, tra il 1925 e il 1991.

## Storia
Molti sono stati i circuiti utilizzati, così come varie categorie di vetture hanno corso nel gran premio. In molte stagioni la gara fu effettuata con vetture di Formula 2, presso il Circuito di Vallelunga. Nelle ultime edizioni la gara fu riservata a vetture di Formula 3000. Nel 1954 e nel 1963 il gran premio vide alla partenza vetture di Formula 1, senza però essere inserito nel calendario iridato.
Nel 1972 la gara venne sostituita dal Gran Premio Repubblica Italiana, svoltosi sempre a Vallelunga.
La gara del 1947, presso le Terme di Caracalla, fu il primo gran premio in cui s'impose una vettura della Scuderia Ferrari di propria produzione, la Ferrari 125 S.

### L'idea di Enzo Ferrari
La possibilità che la F1 possa tornare a correre a Roma, in un circuito cittadino, venne caldeggiata dallo stesso Enzo Ferrari negli anni ottanta. Nell'ottobre 1983 lo stesso Ferrari annunciò che si era trovato un accordo tra Comune di Roma, Bernie Ecclestone e la CSAI per la disputa di un gran premio, presso il quartiere dell'EUR, nel 1984 o nel 1985.
Nel luglio del 1984 la FISA inserì il circuito di Roma nel calendario del 1985, come sede del Gran Premio d'Europa per il 22 settembre, in concorrenza con il Circuito di Brands Hatch. Ad ottobre Roma diventò riserva del Gran Premio di New York. Viste le difficoltà di organizzare un gran premio a Dallas la FISA sostituì la città texana con Roma. Il 14 febbraio 1985 il circuito dell'EUR superò l'ispezione della FISA con poche varianti; nei mesi successivi venne proposta anche una diversa localizzazione, presso il Lido di Ostia.
Quando tutto sembrava pronto, la gara viene annullata per le proteste ecologiste, che portarono il consiglio comunale a non supportare più il progetto. Il giorno seguente  il presidente dell'ACI Rosario Alessi e il presidente della CSAI Fabrizio Serena comunicarono la rinuncia alla FISA. Il GP d'Europa venne definitivamente spostato a Brands Hatch.

### Il possibile ritorno in F1
(Piero Chiambretti)
Nel gennaio 2009 viene riproposta l'idea di far correre nuovamente la F1 a Roma, sempre su un circuito cittadino, da allestire presso l'EUR.
Il 14 maggio 2009 viene presentato ufficialmente il progetto in Campidoglio. L'ipotesi è concreta, tanto che Bernie Ecclestone ha nel frattempo registrato il marchio Gran Premio di Roma, GP che si sarebbe dovuto disputare nella stagione 2011 accanto al Gran Premio d'Italia.
Il 20 dicembre 2009 viene annunciata la firma dell'accordo tra gli organizzatori e Bernie Ecclestone, che indica nel 2012 l'anno di esordio del Gran Premio nel calendario mondiale.
Il progetto di ricostituire il Gran Premio di Roma ha però scatenato, e alimenta tuttora diverse polemiche, soprattutto politiche. La Lega Nord si è dichiarata contraria al progetto, in quanto sussiste il timore che il nuovo Gran Premio possa in futuro soppiantare quello che si disputa a Monza. Il sindaco del capoluogo brianzolo, Marco Mariani, non ha usato mezze misure per mostrare il suo disappunto nei confronti di quello che definisce un "atto di arroganza di una capitale parassita". D'altro canto, sia il primo cittadino di Roma Gianni Alemanno, sia il presidente della Lombardia Roberto Formigoni, hanno assicurato che "il Gran Premio di Roma non sarà sostitutivo del Gran Premio d'Italia", anche se, da parte del presidente lombardo, viene puntualizzato che, qualora la Federazione Internazionale intendesse far disputare un solo evento sul suolo italiano, esso dovrà essere disputato a Monza.
Il 10 settembre 2010, in occasione del Gran Premio d'Italia a Monza, Maurizio Flammini, ex pilota di auto e moto, presidente della Flammini Group Sport (FGSport), organizzatrice del Campionato mondiale Superbike e promotore dell'arrivo di una gara valevole per il Campionato mondiale di Formula 1 a Roma, ha avuto un incontro con il patron Bernie Ecclestone, confermando che il Gran Premio di Roma entrerà nel calendario ufficiale della Formula 1 a partire dal 2012 o 2013, ma non in sostituzione a quello di Monza.
A dicembre 2010, a seguito del proposito manifestato da Luca Cordero di Montezemolo per un “vincolo di una sola corsa per nazione”, la polemica si è riaccesa e la Ferrari, tramite Stefano Domenicali, ha in seguito precisato che la decisione sulla sede della corsa "spetta al detentore dei diritti commerciali", ovvero a Bernie Ecclestone.
Il 4 gennaio 2011 la Commissione Sportiva Automobilistica Italiana (CSAI) ha dato il suo via libera per l'organizzazione del Gran Premio, con decisione unanime.
Il 13 gennaio 2011 Bernie Ecclestone, patron della Formula 1, dichiara che, alle attuali condizioni, non è possibile programmare un secondo Gran Premio in Italia a Roma, vista la presenza del Gran Premio di Monza. L'unica possibilità sarebbe quella di alternare il Gran Premio d'Italia nelle due città di anno in anno.

## Albo d'oro
I vincitori del gran premio sono stati i seguenti:
| Anno        | Pilota                | Costruttore         | Classe        | Circuito           | Resoconto     |
| ----------- | --------------------- | ------------------- | ------------- | ------------------ | ------------- |
| 1925        | Carlo Masetti         | Bugatti             | Formula Libre | Monte Mario        | Resoconto     |
| 1926        | Aymo Maggi            | Bugatti             | Formula Libre | Valle Giulia       | Resoconto     |
| 1927        | Tazio Nuvolari        | Bugatti             | Formula Libre | Parioli            | Resoconto     |
| 1928        | Louis Chiron          | Bugatti             | Grand Prix    | Tre Fontane        | Resoconto     |
| 1929        | Achille Varzi         | Alfa Romeo          | Grand Prix    | Tre Fontane        | Resoconto     |
| 1930        | Luigi Arcangeli       | Maserati            | Grand Prix    | Tre Fontane        | Resoconto     |
| 1931        | Ernesto Maserati      | Maserati            | Grand Prix    | Littorio           | Resoconto     |
| 1932        | Luigi Fagioli         | Maserati            | Grand Prix    | Littorio           | Resoconto     |
| 1933 - 1946 | Non disputato         | Non disputato       | Non disputato | Non disputato      | Non disputato |
| 1947        | Franco Cortese        | Ferrari             | vetture sport | Terme di Caracalla | Resoconto     |
| 1948        | Non disputato         | Non disputato       | Non disputato | Non disputato      | Non disputato |
| 1949        | Luigi Villoresi       | Ferrari             | Formula 2     | Terme di Caracalla | Resoconto     |
| 1950        | Alberto Ascari        | Ferrari             | Formula 2     | Terme di Caracalla | Resoconto     |
| 1951        | Mario Raffaeli        | Ferrari             | Formula 2     | Terme di Caracalla | Resoconto     |
| 1952        | Non disputato         | Non disputato       | Non disputato | Non disputato      | Non disputato |
| 1953        | Non disputato         | Non disputato       | Non disputato | Non disputato      | Non disputato |
| 1954        | Onofre Marimón        | Maserati            | Formula 1     | Castelfusano       | Resoconto     |
| 1955        | Non disputato         | Non disputato       | Non disputato | Non disputato      | Non disputato |
| 1956        | Jean Behra            | Maserati            | vetture sport | Castelfusano       | Resoconto     |
| 1957 - 1962 | Non disputato         | Non disputato       | Non disputato | Non disputato      | Non disputato |
| 1963        | Bob Anderson          | Lola-Climax         | Formula 1     | Vallelunga         | Resoconto     |
| 1964        | Jo Schlesser          | Brabham-Cosworth    | Formula 2     | Vallelunga         | Resoconto     |
| 1965        | Richard Attwood       | Lola-Cosworth       | Formula 2     | Vallelunga         | Resoconto     |
| 1966        | Ernesto Brambilla     | Brabham-Ford        | Formula 3     | Vallelunga         | Resoconto     |
| 1967        | Jacky Ickx            | Matra-Cosworth      | Formula 2     | Vallelunga         | Resoconto     |
| 1968        | Ernesto Brambilla     | Ferrari             | Formula 2     | Vallelunga         | Resoconto     |
| 1969        | Johnny Servoz-Gavin   | Matra-Cosworth      | Formula 2     | Vallelunga         | Resoconto     |
| 1970        | Non disputato         | Non disputato       | Non disputato | Non disputato      | Non disputato |
| 1971        | Ronnie Peterson       | March-Cosworth      | Formula 2     | Vallelunga         | Resoconto     |
| 1972        | Non disputato         | Non disputato       | Non disputato | Non disputato      | Non disputato |
| 1973        | Jacques Coulon        | March-BMW           | Formula 2     | Vallelunga         | Resoconto     |
| 1974        | Patrick Depailler     | March-BMW           | Formula 2     | Vallelunga         | Resoconto     |
| 1975        | Vittorio Brambilla    | March-BMW           | Formula 2     | Vallelunga         | Resoconto     |
| 1976        | Jean-Pierre Jabouille | Elf-Renault         | Formula 2     | Vallelunga         | Resoconto     |
| 1977        | Bruno Giacomelli      | March-BMW           | Formula 2     | Vallelunga         | Resoconto     |
| 1978        | Derek Daly            | Chevron-Hart        | Formula 2     | Vallelunga         | Resoconto     |
| 1979        | Marc Surer            | March-BMW           | Formula 2     | Vallelunga         | Resoconto     |
| 1980        | Brian Henton          | Toleman-Hart        | Formula 2     | Vallelunga         | Resoconto     |
| 1981        | Eje Elgh              | Maurer-BMW          | Formula 2     | Vallelunga         | Resoconto     |
| 1982        | Corrado Fabi          | March-BMW           | Formula 2     | Vallelunga         | Resoconto     |
| 1983        | Beppe Gabbiani        | March-BMW           | Formula 2     | Vallelunga         | Resoconto     |
| 1984        | Mike Thackwell        | Ralt-Honda          | Formula 2     | Vallelunga         | Resoconto     |
| 1985        | Emanuele Pirro        | March-Cosworth      | Formula 3000  | Vallelunga         | Resoconto     |
| 1986        | Ivan Capelli          | March-Cosworth      | Formula 3000  | Vallelunga         | Resoconto     |
| 1987        | Stefano Modena        | March-Cosworth      | Formula 3000  | Vallelunga         | Resoconto     |
| 1988        | Gregor Foitek         | Lola-Cosworth       | Formula 3000  | Vallelunga         | Resoconto     |
| 1989        | Fabrizio Giovanardi   | March-Judd          | Formula 3000  | Vallelunga         | Resoconto     |
| 1990        | Non disputato         | Non disputato       | Non disputato | Non disputato      | Non disputato |
| 1991        | Alessandro Zanardi    | Reynard-Mugen Honda | Formula 3000  | Vallelunga         | Resoconto     |